# Quelpartoniscus setoensis
Quelpartoniscus setoensis är en kräftdjursart som beskrevs av Nunomura2003. Quelpartoniscus setoensis ingår i släktet Quelpartoniscus och familjen Scyphacidae. Inga underarter finns listade i Catalogue of Life.